# Copris inhalatus
Copris inhalatus là một loài bọ cánh cứng trong họ Bọ hung (Scarabaeidae).